# 九州博報堂
株式会社九州博報堂（きゅうしゅうはくほうどう）は福岡県福岡市中央区に本社を置く、日本の広告代理店。西日本新聞社の子会社として設立。博報堂の子会社。福岡県を中心に九州一円で業務を行っている。旧商号は株式会社西広（にしこう）。

## 概要
新聞・テレビ・ラジオ・雑誌などの広告やCM制作をはじめ、イベントや店舗設計なども手がけている。

## 沿革
- 1950年（昭和25年）10月 - 西日本新聞社出資により「株式会社 西日本新聞広告社」として設立された。九州一円で営業を開始。
- 1964年（昭和39年） - 社名を「株式会社 西広」に変更。
- 2019年（令和元年） - 博報堂が資本参加。
- 2020年（令和 2年）4月1日 - 博報堂九州支社と事業統合し、社名を「株式会社 九州博報堂」に変更[2]。

## 事業所
- 東京支社 - 東京都千代田区
- 北九州支社 - 福岡県北九州市小倉北区
- 筑豊支社 - 福岡県直方市
- 大分支社 - 大分県大分市
- 長崎支社 - 長崎県長崎市
- 佐賀支社 - 佐賀県佐賀市
- 熊本支社 - 熊本県熊本市
- 南九州ビジネスデザイン局 - 鹿児島県鹿児島市